# Vlădești (Vâlcea)
Vlădești è un comune della Romania di 2 689 abitanti, ubicato nel distretto di Vâlcea, nella regione storica dell'Oltenia. Il comune è composto dai villaggi: Fundătura, Pleașa, Priporu, Trundin e Vlădești.  
Il comune Vlădești è nato nel XVI secolo quando una famiglia di nobili ha acquisito la proprietà di queste terre dando loro l'attuale nome di Vlădești, insieme ai nobili sono arrivati anche i loro servitori ed i loro famigliari, popolando così il comune. Vlădești è rinomato per la sua produzione di ceramiche. 

Qui troviamo "Casa din Vlădești", la quale fa parte del Museo della civiltà tradizionale popolare "Astra".